# Mestna vrata, Valletta
Mestna vrata (malteško Bieb il-Belt, dobesedno 'vrata do mesta') so vrata na vhodu v Valletto na Malti. Sedanja vrata, ki so peta na tem mestu, so bila zgrajena med letoma 2011 in 2014 po načrtu italijanskega arhitekta Renza Piana.
Prva vrata, ki so stala na tem mestu, so bila Porta San Giorgio in so bila zgrajena leta 1569 po načrtu Francesca Laparellija ali  Girolama Cassarja. Vrata so bila leta 1586 preimenovana v Porta Reale (malteško Putirjal), preden so jih leta 1633 obnovili verjetno po načrtu Tommasa Dinglija. Med francosko zasedbo Malte so se leta 1798 kratek čas imenovala Porta Nationale, vendar so se spet začela imenovati Porta Reale, ko je Malta leta 1800 pripadla britanski vladi. Leta 1853 so ta vrata nadomestili z večjimi, znanimi tudi kot Kingsgate. Prva tri vrata so bila utrjena in so bila del mestnih obzidij. Vrata so se neuradno imenovala Porta di terra (kar pomeni 'kopenska vrata'), saj so bila edini kopenski dostop do mesta.
Zadnja utrjena vrata so bila porušena leta 1964, ko so jih zamenjala futuristična vrata, ki jih je zasnoval Alziro Bergonzo. Ta vrata so bila nato porušena leta 2011 in zamenjana s Pianovimi vrati, ki so bila zgrajena leta 2014.

## Lokacija
Mestna vrata so v kurtini Porta Reale, steni v središču kopenske strani Vallette, med bastijonoma svetega Jakoba in svetega Janeza.  Do vrat vodi most, ki se razteza čez globok obrambni jarek. Vrata sta bila prvotno zaščitena s couvre porte, z globokim jarkom in luneto, znano kot Luneta svete Magdalene. Med britansko vladavino je bila luneta porušena in del sprednjega jarka zasut. Kasneje je bila tu avtobusna postaja s Tritonovim vodnjakom na sredini. Od leta 2016 načrtujejo, da bi trg okoli vodnjaka spremenili v območje za pešce. 
Vrata označujejo začetek Republiške ulice (malteško Triq ir-Repubblika), glavne ulice v Valletti, ki poteka vse do utrdbe svetega Elma na nasprotni strani mesta. Stavbe v neposredni bližini mestnih vrat so Parlament, ruševine Kraljeve operne hiše in City Gate Shopping Arcade. Kavalirja svetega Jakoba in svetega Janeza sta na obeh straneh vrat, blizu Parlamenta in nakupovalnih arkad.
Mestna vrata so bila ena od treh vrat, ki so vodila v mesto, druga so bila Marsamxett in Del Monte na zahodnih in vzhodnih krakih mesta.  Vrata Marsamxett so porušili v začetku 20. stoletja, medtem ko so leta 1885 vrata Del Monte zamenjala vrata Victoria.

## Zgodovina

### Prva vrata (1569–1633)
Prva vrata v Valleto so se imenovala Porta San Giorgio in so bila zgrajena, ko je vladal veliki mojster Jean Parisot iz Vallette, po katerem je mesto imenovano. Vrata je morda zasnoval Francesco Laparelli, italijanski vojaški inženir, ki je zasnoval večino utrdb Vallette, ali njegov malteški pomočnik Girolamo Cassar. Gradnja se je začela aprila 1566 in je bila dokončana do leta 1569.  Vrata so bila precej preprosto oblikovana neokrašena majhna odprtina v steni kurtine.
Leseni most čez jarek je prvotno povezal Porta San Giorgio z notranjostjo. Nekaj pred letom 1582 je kamniti most zamenjal lesenega. Most je bil večkrat zamenjan, vendar so njegovi skalnati temelji še vedno nedotaknjeni in še naprej podpirajo sedanji most. 
Okrog leta 1586 so se med vladavino velikega mojstra Huguesa Loubenxa de Verdalla vrata preimenovala v Porta Reale.  Konec 16. stoletja so bila zgrajena manjša zunanja vrata in nad prvimi vrati je bil dodan triumfalen lok.  Več o prvih vratih ni znano.

### Druga vrata (1633–1853)
Druga mestna vrata so bila zgrajena leta 1633 med vladanjem velikega mojstra Antoina de Paula. Ta vrata so bila bolj okrašena od predhodnih, sestavljena iz osrednjega loka z manjšima lokoma na vsaki strani in lesenim dvižnim mostom čez globok, suh jarek, ki leži tik ob mestnem obzidju.
Ta vrata pogosto pripisujejo malteškemu arhitektu Tommasu Dingliju, čeprav pisnih dokazov za to trditev ni. 
Med francosko zasedbo Malte v letih 1798–1800 so se vrata imenovala Porte Nationale. V skladu z razglasom št. VI iz leta 1814, ki ga je izdal guverner sir Thomas Maitland, je bil na vratih leta 1815 postavljen britanski grb. Morda je delo kiparja Vincenza Dimecha. 
Vrata so bila sčasoma spremenjena, do konca 18. in zgodnjega 19. stoletja je ostalo le nekaj značilnosti prvotne oblike. Porušena so bila leta 1853, saj so bila premajhna in jih je bilo treba razširiti.
Ostanki dvižnega mostu iz 17. stoletja, ki je bil domnevno nameščen v Porta Reale, so zdaj razstavljeni v Centru za razlago utrdb. 

### Tretja vrata (1853–1964)
Tretja mestna vrata Porta Reale so bila zgrajena leta 1853 med britansko vladavino na Malti, malteško Putirjal in angleško Kingsgate'.
Vrata je zasnoval polkovnik Thompson, kraljevi inženir. Sestavljena so bila iz dveh osrednjih lokov iz dveh manjših. Na obeh straneh vrat sta bila dva kipa, in to Philippa Villiersa de L'Isle-Adama, prvega velikega mojstra na Malti, in Jeana Parisota de Vallette, ustanovitelja mesta. 24. julija 1892 je bil nad vratnim lokom na zadnji strani vrat postavljen bronasti doprsni kip papeža Pija V., ki je finančno veliko prispeval za gradnjo Vallette.
Do začetka 20. stoletja so vrata postala premajhna za obvladovanje velikega priliva ljudi, ki so vstopali v mesto. Prvi predlogi za posodobitev so bili izdelani v 1920-ih, nekateri so nadomestili vrata z odprtim voziščem [14]. Vrata med bombardiranjem v drugi svetovni vojni niso bila poškodovana, pač so bila rahlo poškodovana aprila 1942, ko je most, ki je vodil do vrat, prizadelo letalsko bombardiranje. Med tem napadom so bili uničeni kipi. 
Prvi načrti za preoblikovanje Kraljeve operne hiše in vhod v Valleto so bili narejeni v 1950-ih. Ta projekt je obnovil predsednik vlade George Borg Olivier leta 1962 s poudarkom na mestnih vratih. Projekt zamenjave vrat z večjimi je bil objavljen na razstavi trgovinskega sejma leta 1963, vrata pa podrta junija 1964. 
Po rušenju vrat je bil doprsni kip Pija V. postavljen v skladišče, preden ga je prevzel lokalni svet Vallette leta 1993. Leta 2005 je bil postavljen na Trg velikega obleganja v bližini sostolnice svetega Janeza in sodišča. 

### Četrta vrata (1965–2011)
Četrta mestna vrata so bila zgrajena med junijem 1964 in avgustom 1965 po načrtu arhitekta Alzira Bergonza v italijanskem racionalističnem slogu. Vrata so imela veliko odprtino v središču, dve manjši ob straneh, bila so preproste oblike z omejeno okrasitvijo. Ulica papeža Pija V. je na vrhu vrat.
Vrata so bila del projekta preurejanja vhoda v Valletto in Kraljeve operne hiše, ki ni bil nikoli dokončan. Marca 1965, ko so že gradili vrata, je zbornica arhitektov kritizirala zasnovo kot "arhitekturno polomijo". Razlogi v korist vrat so bili, da ponujajo boljši pogled na bastijone in njihova zasnova izraža preprostost utrdb. 
Kritika se je nadaljevala tudi v naslednjih desetletjih, javni interes je bil zamenjati vrata. Italijanski arhitekt Renzo Piano je najprej načrtoval obnovo vhoda v Valletto leta 1988, vendar je bil projekt zavržen do leta 1992. Leta 2008 je vlada ponovno vzpostavila stik s Pianom. Novi načrti so bili izdelani 27. junija 2009  in mestna vrata so bila porušena med 2. in 5. majem 2011. Premier Lawrence Gonzi je bil navzoč pri rušenju. Za rušenje mestnih vrat in bližnjih arkadnih prostorov je bilo potrebnih 1,39 milijona evrov.

### Peta vrata (od 2014 dalje)
Peta in sedanja mestna vrata so bila zgrajena med letoma 2011 in 2014 po načrtu Renza Piana. Ta vrata se zelo razlikujejo od prejšnjih, saj so sestavljena iz preboja v bastijonih, ki jih obdajajo veliki kamniti bloki, ki so ločeni od kurtine z visokimi jeklenimi ploščami. Projekt je spremenil ruševine Kraljeve operne hiše v gledališče na prostem, znano pod imenom Pjazza Teatru Rjal, in zgrajen je bil nov parlament, ki zaseda del Trga svobode. 
Nova mestna vrata, tako kot preostali projekt Piana, so sporna.  Večina Maltežanov se je strinjala z rušenjem četrtih vrat, čeprav so bila eden redkih primerov italijanske racionalistične arhitekture na otoku. Nekateri kritiki novih vrat so želeli tradicionalnejšo obliko, podobno tretjim vratom. Nova vrata nekateri primerjajo s starodavnim egiptovskim templjem Edfu, kritiki pa trdijo, da  preboj v bastijonih v mestu, ki je večinoma manieristično in baročno, ne spada. 

## Spominska slovesnost
Oktobra 2014 je bila na aveniji Girolama Cassarja blizu avtobusne postaje odprta umetniška instalacija Prospettiv, ki vključuje dele petih vrat, ki so stala pred vhodom v Valletto in jo je zasnoval arhitekt Chris Briffa. Spominja na izbor Vallette za Evropsko prestolnico kulture leta 2018. 